# Grup de Guayaquil
El Grup de Guayaquil (en castellà Grupo de Guayaquil) fou un col·lectiu d'escriptors equatorians del segle xx, seguidors del realisme social, que elaboraren una literatura profundament social i tractaven temes del folclor, la mitologia i la història de la costa equatoriana. El grup estava format pels escriptors José de la Cuadra, Enrique Gil Gilbert, Joaquín Gallegos Lara, Demetrio Aguilera Malta i Alfredo Pareja Diezcanseco.
El grup va néixer durant la dècada de 1930, quan Demetrio Aguilera Malta, Joaquín Gallegos Lara i Enrique Gil Gilbert van publicar el recull de contes Los que se van, on descrivien les condicions de vida dels montubios (els mestissos de la costa equatoriana), els indígenes i els obrers i van iniciar un nou estil de narrativa equatoriana.
Dins de la producció literària del grup destaquen també contes com La tigra, que va ser portada al cinema o Las cruces sobre el agua, que s'endinsa en els fets de la massacre de Guayaquil.